# Pfarrhaus (Ziertheim)

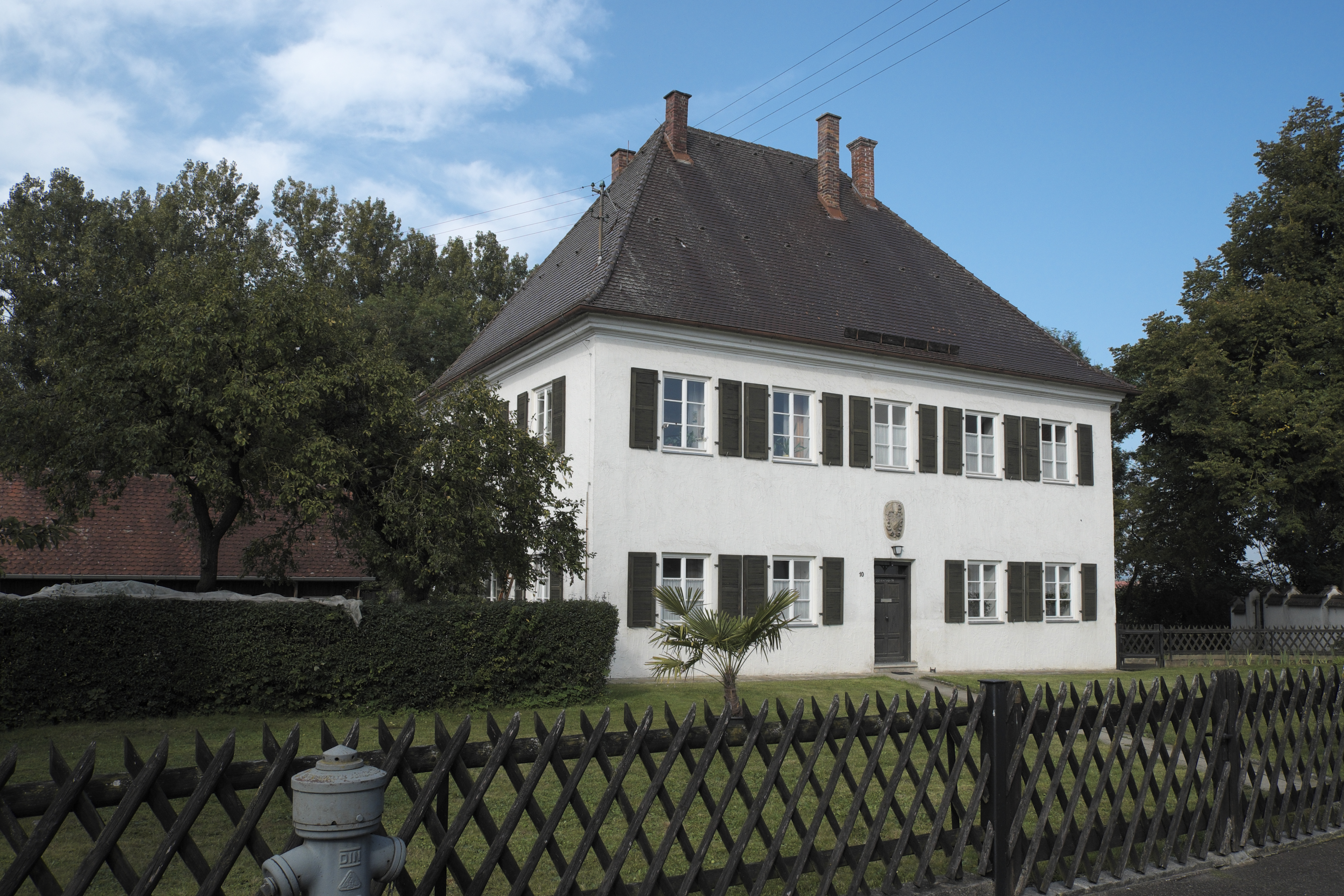
Pfarrhaus in Ziertheim

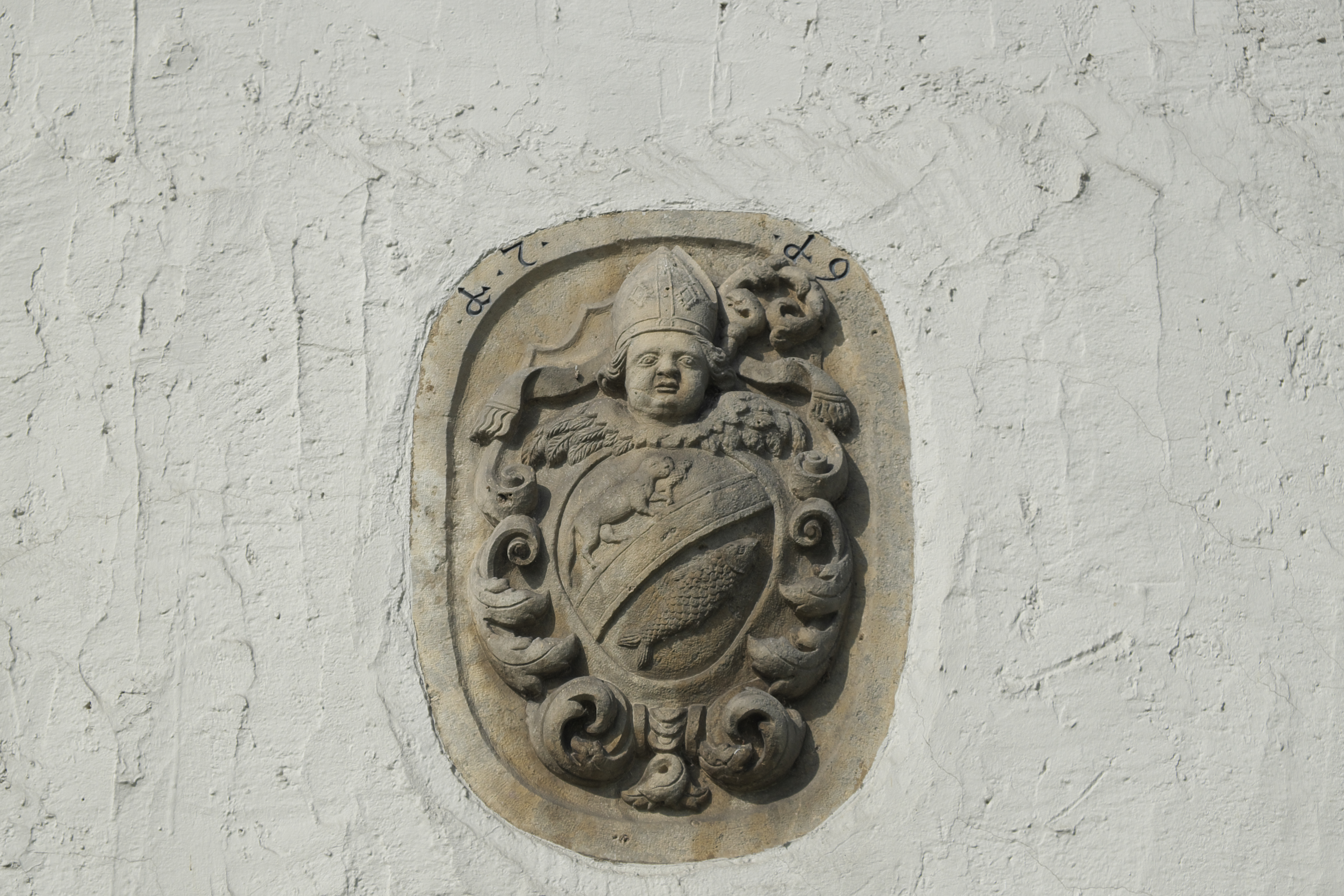
Wappen über dem Portal

Das Pfarrhaus in Ziertheim, einer Gemeinde im Landkreis Dillingen an der Donau im bayerischen Regierungsbezirk Schwaben, wurde im Jahr 1719 errichtet. Das Pfarrhaus an der Kirchstraße 10, neben der katholischen Pfarrkirche St. Veronika, ist ein geschütztes Baudenkmal.

## Beschreibung
Der zweigeschossige Walmdachbau mit profiliertem Traufgesims ist im Wappenstein über dem Portal mit der Jahreszahl 1719 bezeichnet. Der verputzte Massivbau besitzt fünf zu drei Fensterachsen. Das Relief über dem Portal zeigt in einem Akanthusrahmen das Wappen des Abtes Amandus Fischer des Klosters Neresheim. 
Im Inneren sind alle Türen aus der Bauzeit mit Füllungen und alten Beschlägen erhalten. Die Treppe besitzt zwei gerade Läufe mit Korbbogentonne.